# Gabriel Ramon Julià
Gabriel Ramon Julià (Lloseta, Mallorca, 1912 - Llucmajor, Mallorca, 1985), fou un polític mallorquí, batle de Llucmajor entre 1971 i 1979.
Gabriel Ramon aconseguí el títol de mestre d'escola el 1936 i exercí a les escoles públiques de Santa Margalida, de s'Arracó i de Llucmajor (actual CEIP Rei Jaume III). Exercí de corresponsal del diari Baleares on signava els articles sota el pseudònim de Gara. Fou nomenat batle de Llucmajor el 1971, càrrec que ostentà fins al 1979 quan tingueren lloc les primeres eleccions democràtiques municipals. Durant el seu mandat cal destacar la dotació de la xarxa de sanejament d'aigües al nucli de Llucmajor i la construcció de l'Institut de Batxillerat Maria Antònia Salvà i de l'Institut de Formació Professional Pere de Son Gall (avui unificats en l'IES Llucmajor), inaugurats el 1978. Fou elegit el 1974 diputat provincial de la Diputació de les Illes Balears. Amb l'arribada de la democràcia es retirà de la política.